# 蒂姆·羅夫頓

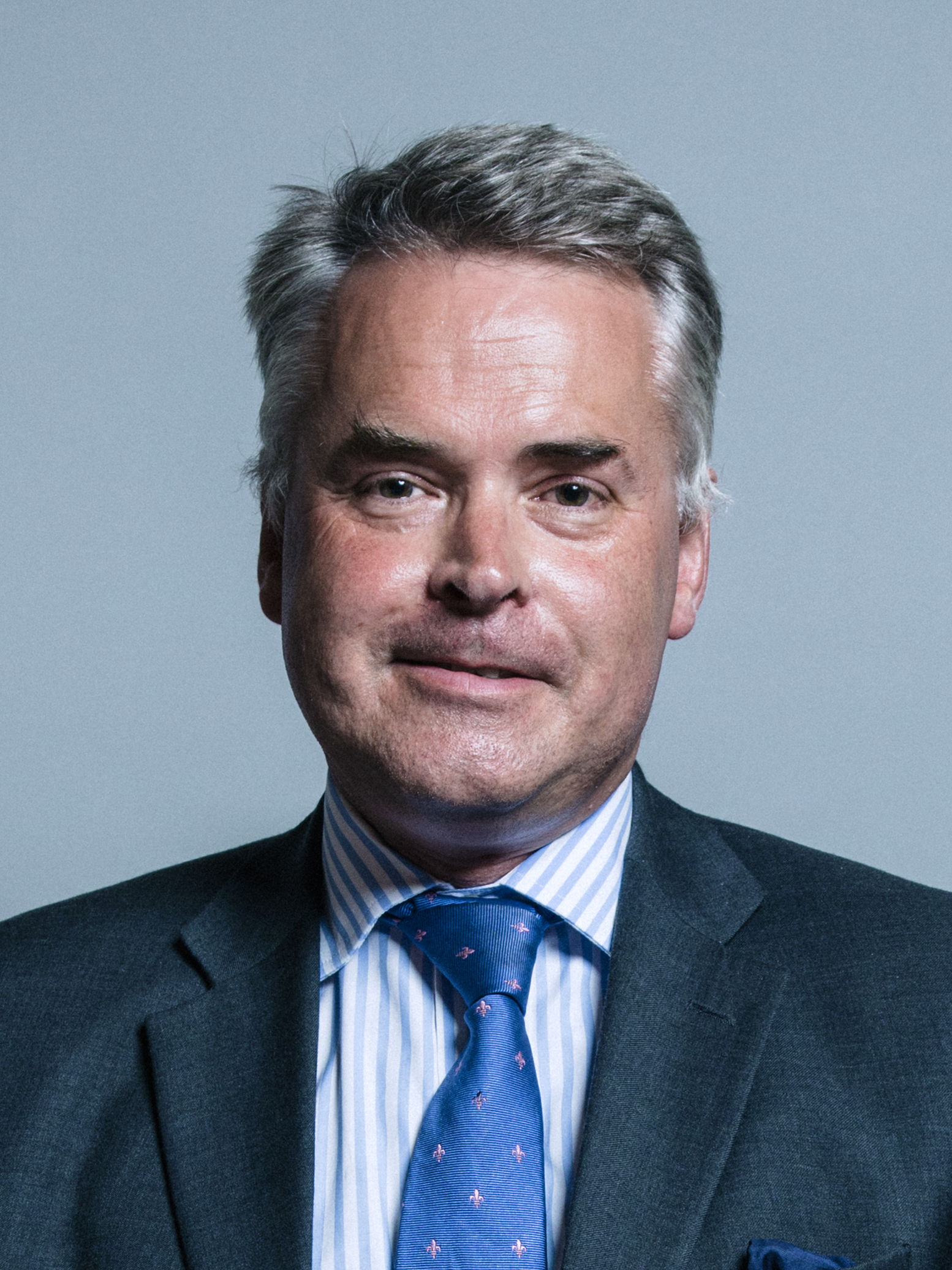
2017年的蒂姆·羅夫頓

蒂姆·羅夫頓（英語：Tim Loughton，1962年5月30日—）是一位英格蘭政治人物，他的黨籍是保守黨。自1997年開始，他擔任東沃辛和蕭勒姆選區選出的英國下議院議員。他畢業於劍橋大學克萊爾學院。
2021年3月26日，中華人民共和國宣佈制裁英國9人及4個實體，羅夫頓是其中1人。